# Carl Ferdinand Suadicani

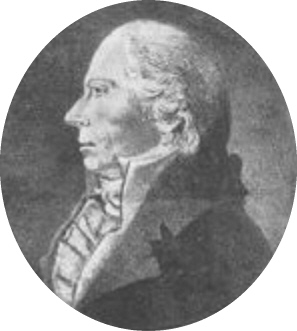
Carl Ferdinand Suadicani

Carl Ferdinand Suadicani (* 17. Dezember 1753 in Preetz; † 22. Februar 1824 in Schleswig) war einer der bedeutendsten Ärzte seiner Zeit in Schleswig-Holstein.

## Leben
Suadicani studierte an den Universitäten Kiel und Göttingen, wo er 1774 zum Dr. med. promoviert wurde. Er war zunächst Arzt in Glückstadt, wurde 1782 Physikus in Segeberg, 1783 Arzt des Herzog Friedrich Christian von Augustenburg, 1795 Arzt im dänischen Königshaus in Kopenhagen, 1796 und 1801 Leibarzt und Begleiter des Kronprinzen und späteren dänischen Königs Friedrich VI., 1801 Leibarzt des Statthalters Carl von Hessen und Physikus in Schleswig; wie Letztgenannter war Suadicani Freimaurer.
Suadicani war als Arzt in Glückstadt und Physikus in Segeberg zuständig für die dortigen Zucht- und Tollhäuser. Er beschrieb im Mai 1816 in einem Bericht an das Schleswigsche Obergericht das Irrenwesen im Land und erreichte damit, dass im Juni 1817 der Neubau einer Irrenanstalt in Schleswig beschlossen wurde. 1820 wurde dieser Neubau als einer der ersten speziell für diesen Zweck errichteten Bauten im deutschsprachigen Raum bei Schleswig eröffnet. Die Irrenanstalt galt damals als eine der modernsten dieser Zeit in Europa.
Suadicani fand seine letzte Ruhestätte auf dem Alten Friedhof auf dem Stadtfeld in Schleswig (Stadtfelder Friedhof). Das Grab ist erhalten und steht unter Denkmalschutz.
Die Einrichtung wurde unter den Bezeichnungen Daareanstalt ved Slesvig, Preußische Provinzialirrenanstalt, Provinzial-Irren, Heil- und Pflegeanstalt, Provinzial-Heil- und Pflegeanstalt, Landesheilanstalt, Landeskrankenhaus, Fachklinik für Psychiatrie, Neurologie und Rehabilitation je nach nationaler und hoheitlicher Zugehörigkeit und fachlicher Entwicklung des Psychiatriewesens weitergeführt. Heute ist sie Teil der Helios-Klinik Schleswig.

## Familie
Suadicani war zwei Mal verheiratet, zunächst von 1780 bis zu ihrem Tod 1798 mit der aus Glückstadt stammenden Maria, geb. Wiebel. 1803 Jahre heiratete er in Schleswig Johanna, geb. Petri, die 1819 bei der Geburt von Zwillingen starb. Mit 14 Kindern aus beiden Ehen, von denen ihn zehn überlebten, wurde er zum Stammvater einer bedeutenden schleswig-holsteinischen Familie. Sein Sohn aus erster Ehe Nicolaus Georg Ferdinand Suadicani (1786–1828) wurde Bürgermeister von Eckernförde. Von seinen Söhnen aus zweiter Ehe wurde sein gleichnamiger Sohn Carl Ferdinand Suadicani (1806–1891) ebenfalls Arzt und geheimer Sanitätsrat in Schleswig; Victor Andreas Suadicani (1809–1888) war Verwaltungsjurist, Stadtsekretär in Apenrade. Er ging nach der Schleswig-Holsteinischen Erhebung ins hannoversche Exil und wurde Bürgermeister von Northeim. Zu seinen Enkeln zählten Victor Hensen, Meeresbiologe und Professor für Physiologe an der Universität Kiel, der 1889 die deutsche Plankton-Expedition leitete, und die Ingenieure Carl Hartwig Suadicani (1842–1923) und Waldemar Suadicani (1847–1926).

## Trivia
Die von Suadicani 1817 initiierte erste deutsche Irrenanstalt in Schleswig ist mehrfach Schauplatz in Joachim Meyerhoffs Pentalogie Alle Toten fliegen hoch.